# US Open 2006
Die 126. US Open 2006 waren ein internationales Tennisturnier und fanden vom 28. August bis zum 10. September 2006 im USTA Billie Jean King National Tennis Center im Flushing-Meadows-Park in New York, USA statt.
Roger Federer konnte seinen Titel erfolgreich verteidigen, bei den Damen siegte Marija Scharapowa, die Vorjahressiegerin Kim Clijsters konnte nicht antreten. Im Herrendoppel gewannen Martin Damm und Leander Paes, im Damendoppel gewannen Nathalie Dechy und Wera Swonarjowa. Im Mixed konnten sich Martina Navratilova und Bob Bryan durchsetzen, Martina Navrátilová hat ihre aktive Karriere hier beendet.
Bei den Junioren gewann Dušan Lojda das Einzel, bei den Juniorinnen konnte sich die an 1 gesetzte Anastassija Pawljutschenkowa gegen Tamira Paszek durchsetzen. Das Doppel der Junioren gewannen Jamie Hunt und Nathaniel Schnugg, das Doppel der Juniorinnen gewannen Mihaela Buzarnescu und Raluca Olaru.
Im Rollstuhlwettbewerb konnte sich im Herreneinzel Robin Ammerlaan gegen Michael Jeremiasz in drei Sätzen durchsetzen, im Dameneinzel Esther Vergeer in zwei Sätzen gegen Sharon Walraven. Das Herrendoppel gewannen Robin Ammerlaan und Michael Jeremiasz in zwei Sätzen gegen Shingo Kunieda und Tadeusz Kruszelnicki, das Damendoppel gewannen Esther Vergeer und Jiske Griffioen in zwei Sätzen gegen Korie Homan und Maaike Smit.

## Senioren

### Herreneinzel
Setzliste
| Nr. | Spieler             | Erreichte Runde |
| --- | ------------------- | --------------- |
| 01. | Roger Federer       | Sieg            |
| 02. | Rafael Nadal        | Viertelfinale   |
| 03. | Ivan Ljubičić       | 1. Runde        |
| 04. | David Nalbandian    | 2. Runde        |
| 05. | James Blake         | Viertelfinale   |
| 06. | Tommy Robredo       | Achtelfinale    |
| 07. | Nikolai Dawydenko   | Halbfinale      |
| 08. | Marcos Baghdatis    | 2. Runde        |
| 09. | Andy Roddick        | Finale          |
| 10. | Fernando González   | 3. Runde        |
| 11. | David Ferrer        | 3. Runde        |
| 12. | Tomáš Berdych       | Achtelfinale    |
| 13. | Jarkko Nieminen     | 1. Runde        |
| 14. | Tommy Haas          | Viertelfinale   |
| 15. | Lleyton Hewitt      | Viertelfinale   |
| 16. | Juan Carlos Ferrero | 2. Runde        |

| Nr. | Spieler            | Erreichte Runde |
| --- | ------------------ | --------------- |
| 17. | Andy Murray        | Achtelfinale    |
| 18. | Robby Ginepri      | 3. Runde        |
| 19. | Dominik Hrbatý     | 1. Runde        |
| 20. | Novak Đoković      | 3. Runde        |
| 21. | Gastón Gaudio      | 3. Runde        |
| 22. | Fernando Verdasco  | 3. Runde        |
| 23. | Dmitri Tursunow    | 3. Runde        |
| 24. | José Acasuso       | 1. Runde        |
| 25. | Richard Gasquet    | Achtelfinale    |
| 26. | Olivier Rochus     | 3. Runde        |
| 27. | Gaël Monfils       | 2. Runde        |
| 28. | Agustín Calleri    | 1. Runde        |
| 29. | Jonas Björkman     | 2. Runde        |
| 30. | Sébastien Grosjean | 2. Runde        |
| 31. | Juan Ignacio Chela | 1. Runde        |
| 32. | Kristof Vliegen    | 1. Runde        |

### Dameneinzel
Setzliste
| Nr. | Spielerin              | Erreichte Runde |
| --- | ---------------------- | --------------- |
| 01. | Amélie Mauresmo        | Halbfinale      |
| 02. | Justine Henin-Hardenne | Finale          |
| 03. | Marija Scharapowa      | Sieg            |
| 04. | Jelena Dementjewa      | Viertelfinale   |
| 05. | Nadja Petrowa          | 3. Runde        |
| 06. | Swetlana Kusnezowa     | Achtelfinale    |
| 07. | Patty Schnyder         | Achtelfinale    |
| 08. | Martina Hingis         | 2. Runde        |
| 09. | Nicole Vaidišová       | 3. Runde        |
| 10. | Lindsay Davenport      | Viertelfinale   |
| 11. | Anastassija Myskina    | 1. Runde        |
| 12. | Dinara Safina          | Viertelfinale   |
| 13. | Mary Pierce            | 3. Runde        |
| 14. | Francesca Schiavone    | 3. Runde        |
| 15. | Anna-Lena Grönefeld    | 1. Runde        |
| 16. | Ana Ivanović           | 3. Runde        |
| 17. | Daniela Hantuchová     | 2. Runde        |

| Nr. | Spielerin               | Erreichte Runde |
| --- | ----------------------- | --------------- |
| 18. | Flavia Pennetta         | Rückzug         |
| 19. | Jelena Janković         | Halbfinale      |
| 20. | Marija Kirilenko        | 3. Runde        |
| 21. | Shahar Peer             | Achtelfinale    |
| 22. | Katarina Srebotnik      | 3. Runde        |
| 23. | Anna Tschakwetadse      | Achtelfinale    |
| 24. | Li Na                   | Achtelfinale    |
| 25. | Anabel Medina Garrigues | 1. Runde        |
| 26. | Marion Bartoli          | 3. Runde        |
| 27. | Tatiana Golovin         | Viertelfinale   |
| 28. | Ai Sugiyama             | 3. Runde        |
| 29. | Zheng Jie               | 2. Runde        |
| 30. | Venus Williams          | Rückzug         |
| 31. | Nathalie Dechy          | 1. Runde        |
| 32. | Jelena Lichowzewa       | 3. Runde        |
| 33. | Wera Swonarjowa         | 3. Runde        |

### Herrendoppel
Setzliste
| Nr. | Paarung                        | Erreichte Runde |
| --- | ------------------------------ | --------------- |
| 01. | Bob Bryan Mike Bryan           | Achtelfinale    |
| 02. | Jonas Björkman Maks Mirny      | Finale          |
| 03. | Mark Knowles Daniel Nestor     | Achtelfinale    |
| 04. | Paul Hanley Kevin Ullyett      | Halbfinale      |
| 05. | Fabrice Santoro Nenad Zimonjić | Viertelfinale   |
| 06. | Martin Damm Leander Paes       | Sieg            |
| 07. | Jonathan Erlich Andy Ram       | Achtelfinale    |
| 08. | Simon Aspelin Todd Perry       | 2. Runde        |

| Nr. | Paarung                              | Erreichte Runde |
| --- | ------------------------------------ | --------------- |
| 09. | Lukáš Dlouhý Pavel Vízner            | 2. Runde        |
| 10. | Mariusz Fyrstenberg Marcin Matkowski | Achtelfinale    |
| 11. | Julian Knowle Jürgen Melzer          | 2. Runde        |
| 12. | José Acasuso Sebastián Prieto        | 1. Runde        |
| 13. | František Čermák Jaroslav Levinský   | 2. Runde        |
| 14. | Wayne Arthurs Justin Gimelstob       | 2. Runde        |
| 15. | Oliver Marach Cyril Suk              | 1. Runde        |
| 16. | Michael Kohlmann Alexander Waske     | Achtelfinale    |

### Damendoppel
Setzliste
| Nr. | Paarung                                 | Erreichte Runde |
| --- | --------------------------------------- | --------------- |
| 01. | Lisa Raymond Samantha Stosur            | Halbfinale      |
| 02. | Yan Zi Zheng Jie                        | Viertelfinale   |
| 03. | Cara Black Rennae Stubbs                | Viertelfinale   |
| 04. | Daniela Hantuchová Ai Sugiyama          | 2. Runde        |
| 05. | Anna-Lena Grönefeld Meghann Shaughnessy | 2. Runde        |
| 06. | Květa Peschke Francesca Schiavone       | Halbfinale      |
| 07. | Virginia Ruano Pascual Paola Suárez     | Viertelfinale   |
| 08. | Dinara Safina Katarina Srebotnik        | Finale          |

| Nr. | Paarung                                  | Erreichte Runde |
| --- | ---------------------------------------- | --------------- |
| 09. | Eleni Daniilidou Anabel Medina Garrigues | Rückzug         |
| 10. | Martina Navratilova Nadja Petrowa        | Viertelfinale   |
| 11. | Liezel Huber Sania Mirza                 | Achtelfinale    |
| 12. | Maria Elena Camerin Gisela Dulko         | 1. Runde        |
| 13. | Li Ting Sun Tiantian                     | 1. Runde        |
| 14. | Marion Bartoli Shahar Peer               | 2. Runde        |
| 15. | Janette Husárová Jelena Lichowzewa       | Achtelfinale    |
| 16. | Émilie Loit Nicole Pratt                 | 1. Runde        |

### Mixed
Setzliste
| Nr. | Paarung                      | Erreichte Runde |
| --- | ---------------------------- | --------------- |
| 01. | Jonas Björkman Lisa Raymond  | 1. Runde        |
| 02. | Mark Knowles Rennae Stubbs   | 1. Runde        |
| 03. | Leander Paes Samantha Stosur | 1. Runde        |
| 04. | Todd Perry Yan Zi            | Achtelfinale    |

| Nr. | Paarung                           | Erreichte Runde |
| --- | --------------------------------- | --------------- |
| 05. | Bob Bryan Martina Navratilova     | Sieg            |
| 06. | Nenad Zimonjić Katarina Srebotnik | Achtelfinale    |
| 07. | Daniel Nestor Jelena Lichowzewa   | 1. Runde        |
| 08. | Simon Aspelin Cara Black          | 1. Runde        |

## Junioren

### Junioreneinzel
Im Finale standen sich Peter Polansky und Dušan Lojda gegenüber. Polansky hatte in der Vorschlussrunde das amerikanische Talent Donald Young besiegt, Lojda den Kroaten Luka Belić. Lojda sicherte sich den Sieg in zwei Sätzen.
Der mehrfache kanadische Juniorenmeister Polansky, der nach einer Verletzung im April des Jahres mehrere Monate pausieren musste, war nur durch eine Ausnahmeregelung in das Hauptfeld der US Open gerückt. Auf dem Weg in das Finale schlug er unter anderem den topgesetzten Slowaken Martin Kližan.
Der Tscheche Lojda kam als Vize-Europameister der Junioren zu den US Open. Dort gab er im gesamten Turnierverlauf keinen einzigen Satz ab. Der 18-Jährige gewann den US-Open-Titel zum ersten Mal.

### Juniorinneneinzel
Im Finale standen sich die an Nummer eins gesetzte Russin Anastassija Pawljutschenkowa und Tamira Paszek aus Österreich gegenüber. Pawljutschenkowa bezwang die Nummer elf der Setzliste in drei Sätzen.

### Juniorendoppel
In einem rein US-amerikanischen Finale konnten sich Jamie Hunt und Nathaniel Schnugg glatt mit 6:3 und 6:3 gegen die mit einer Wildcard ins Turnier gerückten Jarmere Jenkins und Austin Krajicek durchsetzen. Die topgesetzten Roman Jebavý (Tschechien) und Martin Kližan waren bereits in der ersten Runde gescheitert.

### Juniorinnendoppel
Das Doppel der Juniorinnen gewann das topgesetzte Paar Sharon Fichman (Kanada) / Anastassija Pawljutschenkowa (Russland) in drei Sätzen gegen die US-Amerikaner Chelsey Gullickson und Jamie Hampton.

## Rollstuhltennis

### Herreneinzel-Rollstuhl
Setzliste
| Nr. | Spieler           | Erreichte Runde |
| --- | ----------------- | --------------- |
| 01. | Michaël Jeremiasz | Finale          |
| 02. | Robin Ammerlaan   | Sieg            |

### Dameneinzel-Rollstuhl
Setzliste
| Nr. | Spielerin                | Erreichte Runde |
| --- | ------------------------ | --------------- |
| 01. | Esther Vergeer           | Sieg            |
| 02. | Florence Alix-Gravellier | Erste Runde     |

### Herrendoppel-Rollstuhl
Setzliste
| Nr. | Paarung                             | Erreichte Runde |
| --- | ----------------------------------- | --------------- |
| 01. | Robin Ammerlaan Michaël Jeremiasz   | Sieg            |
| 02. | Shingo Kunieda Tadeusz Kruszelnicki | Finale          |

### Damendoppel-Rollstuhl
Setzliste
| Nr. | Paarung                                  | Erreichte Runde |
| --- | ---------------------------------------- | --------------- |
| 01. | Jiske Griffioen Esther Vergeer           | Sieg            |
| 02. | Florence Alix-Gravellier Sharon Walraven | Halbfinale      |

## Spieler des Tages
- Tag 1 –  Lindsay Davenport
- Tag 2 – Wegen Regens kein Wettkampf
- Tag 3 –  David Nalbandian
- Tag 4 –  Andre Agassi
- Tag 5 –  Martina Navratilova
- Tag 6 – Wegen Regens kein Wettkampf
- Tag 7 –  Serena Williams
- Tag 8 –  Jelena Janković
- Tag 9 – Wegen Regens kein Wettkampf
- Tag 10 –  Tommy Haas
- Tag 11 –  Nikolai Dawydenko
- Tag 12 –  Marija Scharapowa
- Tag 13 –  Andy Roddick
- Tag 14 –  Roger Federer